# FIFA 06: Road to World Cup
FIFA 06: Road to World Cup é um jogo eletrônico de Video game da série FIFA. Desenvolvida pela EA Canada, é distribuída mundialmente pela Electronic Arts sob o selo EA Sports. O jogo foi lançado exclusivamente para o Xbox 360.